# Gleb Uspenski
Gleb Ivánovich Uspénski (en ruso: Глеб Иванович Успенский) (25 de octubre de 1843, Tula – 6 de abril de 1902, San Petersburgo) fue un escritor y periodista ruso.

## Vida
Uspénski nació en la ciudad de Tula, donde su padre era un oficial del gobierno. Asistió a los  gimnasios de Tula y Chernígov, dedicando gran parte de su tiempo a la lectura de los clásicos rusos. Estudió en la Universidad de San Petersburgo por un corto tiempo en 1861, hasta que esta fue temporalmente cerrada por disturbios estudiantiles. Entonces, se transfirió a la Universidad de Moscú, pero 1863 fue forzado a abandonarla sin graduarse, debido a la falta de dinero. La muerte de su padre en 1864 lo dejó con la responsabilidad adicional de velar por su familia. 

## Profesión
Los primeros trabajos de Uspénski fueron publicados en 1862, en el periódico de Lev Tolstói Yásnaya Poliana,  y en el periódico Spectator. Entre 1864-65 contribuyó en el periódico Rúskoe Slovo (La Palabra Rusa), y entre 1865-66, en el Sovreménnik (El Contemporáneo). En 1866 publicó una serie de esbozos sobre el campesinado, bajo el título de Las costumbres de la calle Rasteriáeva, que le valió cierta reputación. En mayo de 1867, después de aprobar los exámenes especiales de calificación en la Universidad de San Petersburgo, partió hacia la ciudad de Epifan en la gobernación de Tula y comenzó a trabajar allí como maestro. Más tarde ese año, su segundo libro Vacaciones y vida cotidiana en Moscú salió a la luz en San Petersburgo. En 1868 se convirtió en uno de los principales colaboradores de la popular revista Notas de la Patria, trabajando con Nikolái Nekrásov y Mijaíl Saltykov-Shchedrín.
En la década de los setenta, con la mejora de sus finanzas, viajó considerablemente,  entablando relaciones con un gran número de revolucionarios populistas, tales como Piotr Lavrov y Stepniak. Publicó sus observaciones del extranjero en un número de trabajos, incluyendo Cartas de Serbia. En mayo de 1870 se casó con Alexandra Barayeva, profesora de Elets.

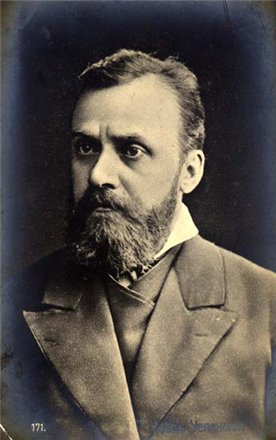
Gleb Uspensky hacia 1880

A lo largo de los años setenta y ochenta continúo escribiendo acerca de la vida y las condiciones de trabajo de los campesinos rusos. Su obra más conocida, El Poder de la Tierra, basada en sus estudios de la vida en Nizhni Nóvgorod, fue publicada en 1882.

## Muerte
Comenzó a sufrir de una enfermedad mental a mediados de 1890, y murió en el hospital Novoznamenskaya de San Petersburgo en 1902.

## Legado
Los trabajos de Uspénski tuvieron una considerable influencia, y fueron elogiados por muchos escritores contemporáneos, incluyendo a Lev Tolstói, Antón Chéjov y Maksim Gorki.